# سیگبرت گمبلوکسی
سیگبرت گمبلوکسی (انگلیسی: Sigebert of Gembloux؛ ۱ ژانویهٔ ۱۰۳۰ – ۵ اکتبر ۱۱۱۲)، مورخ و وقایع‌نگار و مؤلف یونیورسیال کرونیکا است. وی در بخش‌هایی از این اثر به وقایع نخستین جنگ صلیبی و نحوه ورود صلیبیون به اورشلیم و پیامدهای آن و نیز شرح احوالات لاتینی‌های شرق اقدام کرده‌است.